# Condado de Buena Vista
O Condado de Buena Vista é um dos 99 condados do estado norte-americano de Iowa. A sede do condado é Storm Lake, que é também a sua maior cidade. O condado tem uma área de 1502 km² (dos quais 14 km² estão cobertos por água), uma população de 20 411 habitantes, e uma densidade populacional de 14 hab/km² (segundo o censo nacional de 2000). O condado foi fundado em 1851 e recebeu o seu nome a partir da Batalha de Buena Vista, que ocorreu em 1847 durante a Guerra Mexicano-Americana.